# Sedi titolari cattoliche (P-S)
Questa pagina contiene un elenco tra sedi titolari vescovili e arcivescovili della Chiesa cattolica, ordinate per lettera P, Q, R e S. Oltre al vescovo o arcivescovo titolare, la tabella riporta la regione storica di appartenenza della diocesi, la metropolia di appartenenza (nel caso di diocesi soppresse suffraganee) e, nei casi specifici, la data dalla quale la sede risulta vacante; in alcuni casi la sede titolare è stata soppressa.

I casi in cui la sede sia vescovile, ma il prelato che ne detiene il titolo sia arcivescovo, sono riportati con la dicitura Titolo personale nella colonna del titolo.

## P
| Sede titolare                               | Sede             | Regione               | Suffraganea di                         | Titolo                                | Vescovo                        | Note                          |
| ------------------------------------------- | ---------------- | --------------------- | -------------------------------------- | ------------------------------------- | ------------------------------ | ----------------------------- |
| Sede titolare di Pacando                    |                  | Licia                 | Arcidiocesi di Mira                    |                                       |                                | Storica Soppressa             |
| Sede titolare di Pacnemunis                 |                  | Egitto                |                                        | Vescovo titolare                      | Vacante                        | vacante dal 21 dicembre 1965  |
| Sede titolare di Paestum                    | Paestum          | Campania              |                                        | Arcivescovo titolare Titolo personale | Giovanni d'Aniello             |                               |
| Sede titolare di Pafo                       |                  | Cipro                 | Arcidiocesi di Salamina                | Vescovo titolare                      | Vacante                        | vacante dal 14 agosto 1973    |
| Sede titolare di Paleopoli di Asia          |                  | Asia                  | Arcidiocesi di Efeso                   | Vescovo titolare                      | Vacante                        | vacante dal 6 maggio 1967     |
| Sede titolare di Paleopoli di Pamfilia      |                  | Panfilia              | Arcidiocesi di Perge                   | Vescovo titolare                      | Vacante                        | vacante dal 17 febbraio 1922  |
| Sede titolare di Palmira                    | Palmira          | Fenicia               | Arcidiocesi di Damasco                 | Vescovo titolare                      | Vacante                        | vacante dal 2 marzo 1983      |
| Sede titolare di Palmira dei Greco-Melchiti |                  |                       |                                        | Vescovo titolare                      | Ibrahim Salameh                |                               |
| Sede titolare di Palto                      |                  | Siria                 |                                        | Arcivescovo titolare                  | Vacante                        | vacante dal 26 giugno 1967    |
| Sede titolare di Pamfilo                    |                  | Europa                | Arcidiocesi di Eraclea                 | Vescovo titolare                      | Vacante                        | vacante dal 23 giugno 1834    |
| Sede titolare di Panatoria                  |                  | Mauritania Cesariense |                                        | Vescovo titolare                      | Hubert Berenbrinker            |                               |
| Sede titolare di Paneas                     |                  | Fenicia               |                                        |                                       |                                | Storica Soppressa             |
| Sede titolare di Panefisi                   |                  | Augustamnica          | Arcidiocesi di Pelusio                 | Vescovo titolare                      | Vacante                        |                               |
| Sede titolare di Panemotico                 |                  | Panfilia              | Arcidiocesi di Perge                   | Vescovo titolare                      | Vacante                        | vacante dal 1976              |
| Sede titolare di Panio                      |                  | Europa                | Arcidiocesi di Eraclea                 | Vescovo titolare                      | Vacante                        | vacante dal 17 ottobre 2024   |
| Sede titolare di Panopoli                   | Akhmim           | Tebaide               | Arcidiocesi di Antinoe                 | Vescovo titolare                      | Vacante                        | vacante dal 26 dicembre 1968  |
| Sede titolare di Pappa                      |                  | Pisidia               | Arcidiocesi di Antiochia               | Vescovo titolare                      | Vacante                        |                               |
| Sede titolare di Paralo                     |                  | Egitto                |                                        | Vescovo titolare                      | Vacante                        | vacante dal 23 giugno 1972    |
| Sede titolare di Parecopoli                 |                  | Macedonia             | Arcidiocesi di Tessalonica             |                                       |                                | Storica Soppressa             |
| Sede titolare di Parembole di Arabia        |                  | Arabia                | Arcidiocesi di Bosra                   | Vescovo titolare                      | Vacante                        |                               |
| Sede titolare di Parembole di Fenicia       |                  | Fenicia               | Arcidiocesi di Damasco                 |                                       |                                | Storica Soppressa             |
| Sede titolare di Parembole di Palestina     |                  | Palestina             | Arcidiocesi di Cesarea                 | Vescovo titolare                      | Vacante                        |                               |
| Sede titolare di Paretonio                  |                  | Libia Inferiore       | Arcidiocesi di Darni                   | Vescovo titolare                      | Vacante                        | vacante dall'11 febbraio 1964 |
| Sede titolare di Paria di Proconsolare      |                  | Proconsolare          | Arcidiocesi di Cartagine               | Vescovo titolare                      | Joselito Carreño Quiñonez      |                               |
| Sede titolare di Pario                      |                  | Ellesponto            |                                        | Arcivescovo titolare                  | Vacante                        | vacante dall'11 marzo 1968    |
| Sede titolare di Parlais                    |                  | Pisidia               | Arcidiocesi di Antiochia               | Vescovo titolare                      | Vacante                        | vacante dal 12 giugno 1967    |
| Sede titolare di Parnasso                   |                  | Cappadocia            | Arcidiocesi di Mocisso                 | Vescovo titolare                      | Vacante                        | vacante dall'8 maggio 2002    |
| Sede titolare di Paro                       | Paro             |                       | Arcidiocesi di Rodi                    | Vescovo titolare                      | Vacante                        | vacante dal 6 luglio 1977     |
| Sede titolare di Partenia                   |                  | Mauritania Sitifense  |                                        | Vescovo titolare                      | Joaquim Proença Dionísio       |                               |
| Sede titolare di Passo Corese               | Passo Corese     | Lazio                 |                                        | Vescovo titolare                      | Michele Autuoro                |                               |
| Sede titolare di Patara                     |                  | Licia                 | Arcidiocesi di Mira                    | Vescovo titolare                      | Josivaldo José Bezerra         |                               |
| Sede titolare di Patrasso                   | Patrasso         | Peloponneso           |                                        | Arcivescovo titolare                  | Vacante                        | vacante dal 26 agosto 1971    |
| Sede titolare di Pausula                    | Pausula          | Piceno                |                                        | Arcivescovo titolare Titolo personale | Mauro Lalli                    |                               |
| Sede titolare di Pauzera                    |                  | Numidia               |                                        | Vescovo titolare                      | Marcelo Fabián Mazzitelli      |                               |
| Sede titolare di Pedactoe                   |                  | Armenia               |                                        | Arcivescovo titolare                  | Vacante                        | vacante dal 18 agosto 1967    |
| Sede titolare di Pedena                     | Pedena           | Istria                | Patriarcato di Aquileia                | Vescovo titolare                      | Paul Reder                     |                               |
| Sede titolare di Pederodiana                |                  | Bizacena              |                                        | Vescovo titolare                      | Federico Guillermo Wechsung    |                               |
| Sede titolare di Pednelisso                 |                  | Panfilia              | Arcidiocesi di Perge                   |                                       |                                | Storica Soppressa             |
| Sede titolare di Pege                       |                  | Ellesponto            | Arcidiocesi di Cizico                  | Vescovo titolare                      | Vacante                        | vacante dal 12 febbraio 1973  |
| Sede titolare di Pella                      | Pella            | Palestina             | Arcidiocesi di Scitopoli               | Vescovo titolare                      | Vacante                        | vacante dal 4 marzo 2002      |
| Sede titolare di Pelte                      |                  | Frigia Pacaziana      | Arcidiocesi di Laodicea                | Vescovo titolare                      | Vacante                        | vacante dal 28 marzo 1950     |
| Sede titolare di Pelusio                    | Pelusium         | Augustamnica          |                                        | Arcivescovo titolare                  | Vacante                        | vacante dal 10 aprile 1965    |
| Sede titolare di Pelusio dei Greco-Melchiti |                  |                       |                                        | Arcivescovo titolare                  | Georges Michel Bakar           |                               |
| Sede titolare di Pemaneno                   |                  | Ellesponto            | Arcidiocesi di Cizico                  | Vescovo titolare                      | Vacante                        |                               |
| Sede titolare di Penafiel                   | Penafiel         | Portogallo            | Arcidiocesi di Braga                   | Arcivescovo titolare Titolo personale | Francisco-Javier Lozano        |                               |
| Sede titolare di Pentacomia                 |                  | Palestina             | Arcidiocesi di Petra                   |                                       |                                | Storica Soppressa             |
| Sede titolare di Perdices                   |                  | Mauritania Sitifense  |                                        | Vescovo titolare                      | Vacante                        | vacante dal 7 marzo 2025      |
| Sede titolare di Pergamo                    | Pergamo          | Asia                  | Arcidiocesi di Efeso                   | Vescovo titolare                      | Vacante                        | vacante dall'8 settembre 1994 |
| Sede titolare di Perge                      |                  | Panfilia              |                                        | Arcivescovo titolare                  | Vacante                        | vacante dal 3 gennaio 1970    |
| Sede titolare di Peristasi                  |                  | Europa                | Arcidiocesi di Eraclea                 | Vescovo titolare                      | Vacante                        | vacante dal 12 ottobre 1718   |
| Sede titolare di Periteorio                 |                  | Rodope                | Arcidiocesi di Traianopoli             | Vescovo titolare                      | Vacante                        |                               |
| Sede titolare di Perperene                  |                  | Asia                  | Arcidiocesi di Efeso                   | Vescovo titolare                      | Vacante                        |                               |
| Sede titolare di Perre                      | Adıyaman         | Siria Eufratense      | Arcidiocesi di Gerapoli di Siria       | Vescovo titolare                      | Vacante                        | vacante dal 5 gennaio 1976    |
| Sede titolare di Perta                      |                  | Licaonia              | Arcidiocesi di Iconio                  | Vescovo titolare                      | Vacante                        | vacante dal 19 novembre 1965  |
| Sede titolare di Pertusa                    |                  | Proconsolare          | Arcidiocesi di Cartagine               | Vescovo titolare                      | Fernando Enrique Ramón Casas   |                               |
| Sede titolare di Pessinonte                 | Pessinunte       | Galazia               |                                        | Arcivescovo titolare                  | Vacante                        | vacante dal 15 gennaio 1971   |
| Sede titolare di Petinesso                  |                  | Galazia               | Arcidiocesi di Pessinonte              | Vescovo titolare                      | Vacante                        | vacante dal 21 giugno 1966    |
| Sede titolare di Petnelisso                 |                  | Panfilia              | Arcidiocesi di Perge                   | Vescovo titolare                      | Vacante                        | vacante dal 19 agosto 1981    |
| Sede titolare di Petra di Egitto            |                  | Egitto                | Arcidiocesi di Alessandria             | Vescovo titolare                      | Vacante                        |                               |
| Sede titolare di Petra di Lazica            | Kobuleti         | Lazica                | Arcidiocesi di Fasi                    | Vescovo titolare                      | Vacante                        |                               |
| Sede titolare di Petra di Palestina         | Petra            | Palestina             |                                        | Arcivescovo titolare                  | Vacante                        | vacante dal 4 dicembre 1970   |
| Sede titolare di Pia                        |                  | Proconsolare          | Arcidiocesi di Cartagine               | Arcivescovo titolare Titolo personale | Osvaldo Padilla                |                               |
| Sede titolare di Pinara                     |                  | Licia                 | Arcidiocesi di Mira                    | Vescovo titolare                      | Vacante                        | vacante dal 21 luglio 1974    |
| Sede titolare di Pinhel                     | Pinhel           | Portogallo            | Arcidiocesi di Braga                   | Vescovo titolare                      | Roberto Ferrari                |                               |
| Sede titolare di Pionia                     |                  | Ellesponto            | Arcidiocesi di Cizico                  | Vescovo titolare                      | Vacante                        | vacante dal 19 agosto 1965    |
| Sede titolare di Pirgo                      |                  | Licaonia              | Arcidiocesi di Iconio                  | Vescovo titolare                      | Vacante                        | vacante dall'8 febbraio 1988  |
| Sede titolare di Pisita                     |                  | Proconsolare          | Arcidiocesi di Cartagine               | Vescovo titolare                      | Guillaume Leschallier de Lisle |                               |
| Sede titolare di Pitane                     |                  | Asia                  | Arcidiocesi di Efeso                   | Vescovo titolare                      | Vacante                        | vacante dal 7 giugno 1966     |
| Sede titolare di Pitionte                   | Pitsunda         | Ponto Polemon         | Metropolia di Neocesarea               |                                       |                                | Storica Soppressa             |
| Sede titolare di Platamone                  |                  | Macedonia             | Arcidiocesi di Tessalonica             | Vescovo titolare                      | Vacante                        |                               |
| Sede titolare di Platea                     | Platea           | Ellade                | Arcidiocesi di Tebe                    | Vescovo titolare                      | Vacante                        | vacante dal 24 dicembre 1965  |
| Sede titolare di Plestia                    | Plestia          | Umbria                |                                        | Vescovo titolare                      | Thomas Joseph Neylon           |                               |
| Sede titolare di Ploaghe                    | Ploaghe          | Sardegna              | Arcidiocesi di Sassari                 | Vescovo titolare                      | Manuel González Villaseñor     |                               |
| Sede titolare di Plotinopoli                | Plotinopoli      | Emimonto              | Arcidiocesi di Adrianopoli di Emimonto | Vescovo titolare                      | Vacante                        | vacante dal 20 aprile 1993    |
| Sede titolare di Pocofelto                  |                  | Africa                |                                        | Vescovo titolare                      | Daniel Joseph Meagher          |                               |
| Sede titolare di Podalia                    |                  | Licia                 | Arcidiocesi di Mira                    | Vescovo titolare                      | Vacante                        | vacante dal 29 giugno 1969    |
| Sede titolare di Pogla                      |                  | Panfilia              | Arcidiocesi di Perge                   | Vescovo titolare                      | Vacante                        | vacante dal 12 maggio 1982    |
| Sede titolare di Polemonio                  |                  | Ponto Polemoniaco     | Metropolia di Neocesarea               | Vescovo titolare                      | Vacante                        | vacante dal 26 maggio 1978    |
| Sede titolare di Poliboto                   |                  | Frigia Salutare       | Arcidiocesi di Amorio                  | Vescovo titolare                      | Vacante                        | vacante dal 5 agosto 1965     |
| Sede titolare di Polignano                  | Polignano a Mare | Puglia                | Arcidiocesi di Bari                    | Arcivescovo titolare Titolo personale | Giuseppe Laterza               |                               |
| Sede titolare di Polistilo                  | Abdera           | Macedonia             | Arcidiocesi di Filippi                 | Vescovo titolare                      | Vacante                        | vacante dal 29 aprile 1965    |
| Sede titolare di Pomaria                    |                  | Mauritania Cesariense |                                        | Vescovo titolare                      | Edward Eugeniusz Białogłowski  |                               |
| Sede titolare di Pomesania                  | Riesenburg       | Polonia               | Arcidiocesi di Riga                    | Vescovo titolare                      | Adam Wodarczyk                 | istituita nel 2014            |
| Sede titolare di Pompeopoli di Cilicia      |                  | Cilicia               |                                        | Arcivescovo titolare                  | Vacante                        | vacante dal 5 aprile 1965     |
| Sede titolare di Pompeopoli di Paflagonia   |                  | Paflagonia            |                                        | Arcivescovo titolare                  | Vacante                        | vacante dal 6 dicembre 1966   |
| Sede titolare di Populonia                  | Populonia        | Toscana               | Arcidiocesi di Siena                   | Arcivescovo titolare Titolo personale | Anselmo Guido Pecorari         |                               |
| Sede titolare di Porfireone                 |                  | Fenicia               | Arcidiocesi di Tiro                    | Vescovo titolare                      | Vacante                        | vacante dal 12 marzo 1995     |
| Sede titolare di Portmo                     |                  | Ellade                | Arcidiocesi di Atene                   | Vescovo titolare                      | Vacante                        |                               |
| Sede titolare di Possala                    |                  |                       |                                        |                                       |                                | Storica Soppressa             |
| Sede titolare di Potenza Picena             | Potenza Picena   | Piceno                | Arcidiocesi di Fermo                   | Arcivescovo titolare Titolo personale | Jean-Sylvain Emien Mambé       |                               |
| Sede titolare di Precausa                   |                  | Bizacena              |                                        | Vescovo titolare                      | Józef Wysocki                  |                               |
| Sede titolare di Preneto                    |                  | Bitinia               | Arcidiocesi di Nicomedia               | Vescovo titolare                      | Vacante                        | vacante dal 20 febbraio 1965  |
| Sede titolare di Presidio                   | Somâa            | Bizacena              |                                        | Vescovo titolare                      | Roger William Gries            |                               |
| Sede titolare di Preslavo                   | Pliska           | Bulgaria Orientale    |                                        | Arcivescovo titolare                  | Vacante                        | vacante dal 7 luglio 1977     |
| Sede titolare di Priene                     |                  | Asia                  | Arcidiocesi di Efeso                   | Vescovo titolare                      | Vacante                        | vacante dal 9 ottobre 1966    |
| Sede titolare di Primnesso                  |                  | Frigia Salutare       | Arcidiocesi di Sinnada                 | Vescovo titolare                      | Vacante                        |                               |
| Sede titolare di Privata                    |                  | Mauritania Sitifense  |                                        | Vescovo titolare                      | Louis-Jean Sander              |                               |
| Sede titolare di Proconneso                 |                  | Ellesponto            |                                        | Arcivescovo titolare                  | Vacante                        | vacante dal 24 maggio 1963    |
| Sede titolare di Prostanna                  |                  | Pisidia               | Arcidiocesi di Antiochia               | Vescovo titolare                      | Vacante                        |                               |
| Sede titolare di Prusa                      | Bursa            | Bitinia               | Arcidiocesi di Nicomedia               | Vescovo titolare                      | Vacante                        | vacante dal 26 febbraio 1976  |
| Sede titolare di Prusa degli Armeni         |                  |                       |                                        | Vescovo titolare                      | Vacante                        | vacante dal 19 gennaio 1916   |
| Sede titolare di Prusiade                   |                  | Onoriade              | Arcidiocesi di Claudiopoli             | Vescovo titolare                      | Vacante                        | vacante dal 15 settembre 1967 |
| Sede titolare di Pselchis                   |                  | Tebaide               | Arcidiocesi di Tolemaide di Tebaide    | Vescovo titolare                      | Vacante                        |                               |
| Sede titolare di Psibela                    |                  | Licaonia              | Arcidiocesi di Iconio                  | Vescovo titolare                      | Vacante                        |                               |
| Sede titolare di Ptuj                       | Ptuj (Poetovio)  | Norico                | Patriarcato di Aquileia                | Vescovo titolare                      | Pavel Posád                    |                               |
| Sede titolare di Pudenziana                 |                  | Numidia               |                                        | Vescovo titolare                      | Óscar Álvarez Orellana         |                               |
| Sede titolare di Pulcheriopoli              | Berat            | Epiro Nuovo           | Arcidiocesi di Durazzo                 | Vescovo titolare                      | Daniel Francisco Blanco Méndez |                               |
| Sede titolare di Pupiana                    |                  | Proconsolare          | Arcidiocesi di Cartagine               | Vescovo titolare                      | Mario Medina Balam             |                               |
| Sede titolare di Puppi                      |                  | Proconsolare          | Arcidiocesi di Cartagine               | Vescovo titolare                      | Vacante                        | vacante dal 15 agosto 2025    |
| Sede titolare di Puzia di Bizacena          |                  | Bizacena              |                                        | Vescovo titolare                      | Francisco Castro Lalupú        |                               |
| Sede titolare di Puzia di Numidia           |                  | Numidia               |                                        | Vescovo titolare                      | Vacante                        | vacante dal 25 luglio 2025    |

## Q
| Sede titolare                | Sede | Regione               | Suffraganea di         | Titolo           | Vescovo                           | Note |
| ---------------------------- | ---- | --------------------- | ---------------------- | ---------------- | --------------------------------- | ---- |
| Sede titolare di Questoriana |      | Bizacena              |                        | Vescovo titolare | Manuel Antonio Valarezo Luzuriaga |      |
| Sede titolare di Quincy      |      | Stati Uniti           | Arcidiocesi di Chicago | Vescovo titolare | Francis Joseph Christian          |      |
| Sede titolare di Quiza       |      | Mauritania Cesariense |                        | Vescovo titolare | Ján Kuboš                         |      |

## R
| Sede titolare                            | Sede                       | Regione               | Suffraganea di                 | Titolo                                | Vescovo                       | Note                         |
| ---------------------------------------- | -------------------------- | --------------------- | ------------------------------ | ------------------------------------- | ----------------------------- | ---------------------------- |
| Sede titolare di Raclea                  |                            | Fenicia               | Arcidiocesi di Tiro            | Vescovo titolare                      | Vacante                       |                              |
| Sede titolare di Rafanea                 | Rafniyé                    | Siria                 | Arcidiocesi di Apamea di Siria | Vescovo titolare                      | Vacante                       | vacante dall'8 gennaio 2019  |
| Sede titolare di Rafia                   | Rafah                      | Palestina             | Arcidiocesi di Cesarea         | Vescovo titolare                      | Vacante                       | vacante dal 25 novembre 1964 |
| Sede titolare di Ramata                  | Ramla                      | Palestina             |                                |                                       |                               | Storica Soppressa            |
| Sede titolare di Ramsbiria               | Ramsbury                   | Inghilterra           | Arcidiocesi di Canterbury      | Vescovo titolare                      | Paul James Curry              |                              |
| Sede titolare di Rando                   | Tur Abdin                  | Mesopotamia           | Arcidiocesi di Dara            | Vescovo titolare                      | Vacante                       | vacante dal 27 ottobre 1995  |
| Sede titolare di Rapido                  | Masqueray, Sour-Djouab     | Mauritania Cesariense |                                | Vescovo titolare                      | Brian Vincent Finnigan        |                              |
| Sede titolare di Raso                    | Stari Ras                  | Bulgaria Occidentale  | Arcidiocesi di Acrida          | Vescovo titolare                      | Braulio Sáez García           |                              |
| Sede titolare di Ravello                 | Ravello                    | Campania              | Arcidiocesi di Amalfi          | Arcivescovo titolare Titolo personale | Vincenzo Turturro             |                              |
| Sede titolare di Raziaria                | Ratiaria                   | Dacia Ripense         |                                | Arcivescovo titolare                  | Kurian Mathew Vayalunkal      |                              |
| Sede titolare di Recanati                | Recanati                   | Marche                |                                | Arcivescovo titolare Titolo personale | Diego Giovanni Ravelli        |                              |
| Sede titolare di Regiana                 |                            | Numidia               |                                | Vescovo titolare                      | Álvaro Chordi Miranda         |                              |
| Sede titolare di Regie                   | Arbal (comune di Tamzoura) | Mauritania Cesariense |                                | Arcivescovo titolare Titolo personale | Carlo Maria Polvani           |                              |
| Sede titolare di Remesiana               | Bela Palanka               | Dacia Mediterranea    | Arcidiocesi di Sardica         | Vescovo titolare                      | Francis Ronald Reiss          |                              |
| Sede titolare di Reperi                  |                            | Mauritania Cesariense |                                | Vescovo titolare                      | George James Rassas           |                              |
| Sede titolare di Resaina                 | Resena                     | Mesopotamia           | Arcidiocesi di Dara            | Vescovo titolare                      | Vacante                       | vacante dal 21 gennaio 1972  |
| Sede titolare di Respetta                |                            | Numidia               |                                | Vescovo titolare                      | Joseph John Oudeman           |                              |
| Sede titolare di Ressiana                | nel territorio di Mila     | Numidia               |                                | Vescovo titolare                      | Franc Šuštar                  |                              |
| Sede titolare di Retimo                  | Retimo                     | Creta                 | Arcidiocesi di Gortina         |                                       |                               | Storica Soppressa            |
| Sede titolare di Rew-Ardashir dei Caldei | Bushehr                    | Persia                |                                | Arcivescovo titolare                  | Vacante                       | vacante dal 20 dicembre 1979 |
| Sede titolare di Rinocorura              | nei pressi di Al-Arish     | Augustamnica          | Arcidiocesi di Pelusio         | Vescovo titolare                      | Vacante                       | vacante dal 29 novembre 1967 |
| Sede titolare di Risano                  | Risano                     | Dalmazia Superiore    | Arcidiocesi di Doclea          | Vescovo titolare                      | Gáspár Ladocsi                |                              |
| Sede titolare di Rizeo                   | Rize                       | Ponto Polemoniaco     |                                | Arcivescovo titolare                  | Vacante                       | vacante dal 30 gennaio 1980  |
| Sede titolare di Rizonte                 | Rize                       | Ponto Polemoniaco     | Metropolia di Neocesarea       |                                       |                               | Storica Soppressa            |
| Sede titolare di Rodi                    | Rodi                       | Isole Cicladi         |                                |                                       |                               | Storica Soppressa            |
| Sede titolare di Rodiapoli               |                            | Licia                 | Arcidiocesi di Mira            | Vescovo titolare                      | Vacante                       | vacante dal 15 novembre 1965 |
| Sede titolare di Rodopoli                |                            | Lazica                | Arcidiocesi di Fasi            | Vescovo titolare                      | Vacante                       | vacante dal 24 novembre 1969 |
| Sede titolare di Rodosto                 | Tekirdağ                   | Europa                | Arcidiocesi di Eraclea         | Vescovo titolare                      | Vacante                       | vacante dal 28 aprile 1966   |
| Sede titolare di Roga                    |                            | Epiro Vecchio         | Arcidiocesi di Nicopoli        | Vescovo titolare                      | Grzegorz Olszowski            |                              |
| Sede titolare di Roina                   |                            | Licaonia              |                                | Arcivescovo titolare                  | Vacante                       | vacante dal 10 novembre 1968 |
| Sede titolare di Rosalia                 |                            |                       |                                |                                       |                               | Storica Soppressa            |
| Sede titolare di Roskilde                | Roskilde                   | Danimarca             | Arcidiocesi di Lund            |                                       |                               | Storica Soppressa            |
| Sede titolare di Ros Cré                 |                            | Munster               | Arcidiocesi di Cashel          | Vescovo titolare                      | Johannes Wübbe                |                              |
| Sede titolare di Rosella                 |                            |                       |                                | Arcivescovo titolare Titolo personale | Simón Bolívar Sánchez Carrión |                              |
| Sede titolare di Roselle                 | Roselle                    | Etruria               |                                | Arcivescovo titolare Titolo personale | Christophe Zakhia El-Kassis   |                              |
| Sede titolare di Rosemarkie              |                            | Scozia                | Arcidiocesi di Saint Andrews   | Vescovo titolare                      | Paul Joseph Hendricks         |                              |
| Sede titolare di Rosis                   |                            | Siria                 |                                |                                       |                               | Storica Soppressa            |
| Sede titolare di Roso                    |                            | Cilicia               | Arcidiocesi di Anazarbo        | Vescovo titolare                      | Vacante                       | vacante dal 13 luglio 1967   |
| Sede titolare di Rota                    | Roda de Isábena            | Spagna                | Arcidiocesi di Tarragona       | Arcivescovo titolare Titolo personale | Joël Mercier                  |                              |
| Sede titolare di Rotaria                 |                            | Numidia               |                                | Vescovo titolare                      | Ivan Šaško                    |                              |
| Sede titolare di Rotdon                  | Roses                      | Spagna                | Arcidiocesi di Tarragona       | Vescovo titolare                      | Aurelio García Macías         |                              |
| Sede titolare di Rubicon                 | Lanzarote                  | Spagna                | Arcidiocesi di Siviglia        | Arcivescovo titolare Titolo personale | Tomasz Grysa                  |                              |
| Sede titolare di Rucuma                  |                            | Proconsolare          | Arcidiocesi di Cartagine       | Vescovo titolare                      | Thomas Maria Renz             |                              |
| Sede titolare di Rufiniana               |                            | Bizacena              |                                | Vescovo titolare                      | Anton Leichtfried             |                              |
| Sede titolare di Rusado                  | Azeffoun                   | Mauritania Cesariense |                                | Vescovo titolare                      | Georges Abou Khazen           |                              |
| Sede titolare di Rusgunie                |                            | Mauritania Cesariense |                                | Vescovo titolare                      | Peter Chao Yung-Chi           |                              |
| Sede titolare di Rusicade                | Skikda                     | Numidia               |                                | Vescovo titolare                      | Alejandro Dumbrigue Aclan     |                              |
| Sede titolare di Rusio                   |                            | Rodope                |                                | Arcivescovo titolare                  | Vacante                       | vacante dal 7 marzo 1971     |
| Sede titolare di Ruspe                   |                            | Bizacena              |                                | Vescovo titolare                      | Alejandro Musolino            |                              |
| Sede titolare di Rusticiana              |                            | Numidia               |                                | Arcivescovo titolare Titolo personale | Pierre Nguyên Van Tot         |                              |
| Sede titolare di Rusubbicari             |                            | Mauritania Cesariense |                                | Vescovo titolare                      | Jose Puthenveettil            |                              |
| Sede titolare di Rusubisir               |                            | Mauritania Cesariense |                                | Vescovo titolare                      | Juan Alberto Ayala Ramírez    |                              |
| Sede titolare di Rusuca                  | Ghar El Melh ?             | Proconsolare          | Arcidiocesi di Cartagine       | Vescovo titolare                      | Vacante                       | vacante dal 29 dicembre 2020 |
| Sede titolare di Rusuccuru               |                            | Mauritania Cesariense |                                | Vescovo titolare                      | Piotr Wawrzynek               |                              |
| Sede titolare di Rutabo                  | Rutabo                     | Tanzania              | Arcidiocesi di Mwanza          | Vescovo titolare                      | Elias Kwenzakufani Zondi      |                              |

## S
| Sede titolare                                   | Sede                   | Regione               | Suffraganea di                               | Titolo                                | Vescovo                           | Note                                                                           |
| ----------------------------------------------- | ---------------------- | --------------------- | -------------------------------------------- | ------------------------------------- | --------------------------------- | ------------------------------------------------------------------------------ |
| Sede titolare di Sabadia                        |                        | Europa                | Arcidiocesi di Eraclea                       | Vescovo titolare                      | Vacante                           | vacante dal 31 luglio 1967                                                     |
| Sede titolare di Sabiona                        | Sabiona                | Trentino              | Arcidiocesi di Salisburgo                    | Arcivescovo titolare Titolo personale | Angelo Accattino                  |                                                                                |
| Sede titolare di Sabrata                        | Sabrata                | Tripolitana           |                                              | Vescovo titolare                      | Hikmat Beylouni                   |                                                                                |
| Sede titolare di Saccea                         | Schaqqa                | Arabia                | Arcidiocesi di Bosra                         |                                       |                                   | Storica Soppressa                                                              |
| Sede titolare di Saetabis                       | Xàtiva                 | Spagna                | Arcidiocesi di Toledo                        | Vescovo titolare                      | Joaquín Mariano Sucunza           |                                                                                |
| Sede titolare di Sagalasso                      |                        | Pisidia               | Arcidiocesi di Antiochia                     | Vescovo titolare                      | Vacante                           | vacante dal 15 marzo 1964                                                      |
| Sede titolare di Sagona                         | Sagona                 | Corsica               | Arcidiocesi di Pisa                          | Arcivescovo titolare Titolo personale | Paolo Rocco Gualtieri             |                                                                                |
| Sede titolare di Saia Maggiore                  |                        | Proconsolare          | Arcidiocesi di Cartagine                     | Vescovo titolare                      | Bonifacio Antonio Reimann Panic   |                                                                                |
| Sede titolare di Saint-Papoul                   | Saint-Papoul           | Francia               | Arcidiocesi di Montpellier                   | Vescovo titolare                      | Gilles Reithinger                 |                                                                                |
| Sede titolare di Sais                           | Sais                   | Egitto                | Arcidiocesi di Alessandria                   | Vescovo titolare                      | Vacante                           | vacante dal 21 luglio 1980                                                     |
| Sede titolare di Saitte                         |                        | Lidia                 | Arcidiocesi di Sardi                         | Vescovo titolare                      | Vacante                           |                                                                                |
| Sede titolare di Sala                           |                        | Lidia                 | Arcidiocesi di Sardi                         | Vescovo titolare                      | Vacante                           | vacante dal 27 gennaio 1962                                                    |
| Sede titolare di Sala Consilina                 | Sala Consilina         | Salernitano           | Arcidiocesi di Salerno                       | Arcivescovo titolare Titolo personale | Luigi Roberto Cona                |                                                                                |
| Sede titolare di Salamia                        |                        | Siria                 | Patriarcato di Antiochia                     | Vescovo titolare                      | Vacante                           |                                                                                |
| Sede titolare di Salamina                       | Salamina               | Cipro                 |                                              | Arcivescovo titolare                  | Vacante                           | vacante dal 18 dicembre 1995                                                   |
| Sede titolare di Salde                          | Bijaya                 | Mauritania Sitifense  |                                              | Vescovo titolare                      | Simiao Purificaçao Fernandes      |                                                                                |
| Sede titolare di Salona                         | Amfissa                | Ellade                | Arcidiocesi di Atene                         | Vescovo titolare                      | Vacante                           | vacante dal 16 dicembre 1964                                                   |
| Sede titolare di Salpi                          | Salpi                  | Puglia                | Arcidiocesi di Trani                         | Vescovo titolare                      | Paolo Selvadagi                   |                                                                                |
| Sede titolare di Samo                           | Samo                   |                       | Arcidiocesi di Rodi                          | Vescovo titolare                      | Vacante                           | vacante dal 9 marzo 1974                                                       |
| Sede titolare di Samosata                       | Samsat                 | Siria Eufratense      |                                              | Arcivescovo titolare                  | Vacante                           | vacante dal 26 giugno 1967                                                     |
| Sede titolare di Sanavo                         |                        | Frigia Pacaziana      | Arcidiocesi di Laodicea                      | Vescovo titolare                      | Vacante                           | vacante dal 1969                                                               |
| Sede titolare di Sanctus Germanus               | Saint Germans          | Inghilterra           | Arcidiocesi di Canterbury                    | Vescovo titolare                      | Nicholas Gilbert Hudson           |                                                                                |
| Sede titolare di San Leone                      | Scandale               | Calabria              | Arcidiocesi di Santa Severina                | Vescovo titolare                      | George Bugeja                     |                                                                                |
| Sede titolare di Santa Giusta                   | Santa Giusta           | Sardegna              | Arcidiocesi di Oristano                      | Arcivescovo titolare Titolo personale | Luigi Gatti                       |                                                                                |
| Sede titolare di Sarda                          |                        | Dalmazia Superiore    | Arcidiocesi di Doclea                        | Vescovo titolare                      | Vacante                           | vacante dal 20 agosto 2024                                                     |
| Sede titolare di Sardi                          | Sardi                  | Lidia                 |                                              | Arcivescovo titolare                  | Vacante                           | vacante dal 24 maggio 1976                                                     |
| Sede titolare di Sardica                        |                        | Dacia Mediterranea    |                                              |                                       |                                   | Storica Soppressa a seguito dell'erezione della diocesi di Sofia e Filippopoli |
| Sede titolare di Sarepta                        | Sarepta                | Fenicia               | Arcidiocesi di Tiro                          | Vescovo titolare                      | Vacante                           | vacante dal 29 giugno 1977                                                     |
| Sede titolare di Sarepta dei Maroniti           |                        |                       |                                              | Vescovo titolare                      | Hanna Alwan                       |                                                                                |
| Sede titolare di Sarifea                        |                        | Palestina             | Arcidiocesi di Cesarea                       | Vescovo titolare                      | Vacante                           |                                                                                |
| Sede titolare di Sarsenterum                    | Stolac                 | Dalmazia              | Arcidiocesi di Salona                        | Arcivescovo titolare Titolo personale | Petar Rajič                       |                                                                                |
| Sede titolare di Sasabe                         | Borau                  | Spagna                | Arcidiocesi di Tarragona                     | Arcivescovo titolare Titolo personale | Giacomo Guido Ottonello           |                                                                                |
| Sede titolare di Sasima                         |                        | Cappadocia            | Arcidiocesi di Tiana                         | Vescovo titolare                      | Louis Pelâtre                     |                                                                                |
| Sede titolare di Sassura                        |                        | Bizacena              |                                              | Vescovo titolare                      | Rupert Graf zu Stolberg           |                                                                                |
| Sede titolare di Sata                           |                        | Augustamnica          | Arcidiocesi di Pelusio                       | Vescovo titolare                      | Vacante                           | vacante dal 29 luglio 1981                                                     |
| Sede titolare di Satafi                         |                        | Mauritania Cesariense |                                              | Vescovo titolare                      | Vacante                           | vacante dal 22 novembre 2017                                                   |
| Sede titolare di Satafis                        |                        | Mauritania Sitifense  |                                              | Vescovo titolare                      | Vacante                           | vacante dal 7 febbraio 2024                                                    |
| Sede titolare di Satala di Armenia              |                        | Armenia               | Arcidiocesi di Sebastea                      | Vescovo titolare                      | Vacante                           | vacante dal 26 gennaio 1977                                                    |
| Sede titolare di Satala di Lidia                |                        | Lidia                 | Arcidiocesi di Sardi                         | Vescovo titolare                      | Vacante                           | vacante dal 15 marzo 1883                                                      |
| Sede titolare di Satriano                       |                        | Lucania               | Arcidiocesi di Conza                         | Arcivescovo titolare Titolo personale | Emilio Nappa                      |                                                                                |
| Sede titolare di Sauatra                        |                        | Licaonia              | Arcidiocesi di Iconio                        | Vescovo titolare                      | Vacante                           | vacante dal 2 febbraio 1964                                                    |
| Sede titolare di Sault Sainte Marie in Michigan | Sault Sainte Marie     | Stati Uniti           | Arcidiocesi di Detroit                       | Vescovo titolare                      | Francis Joseph Kane               |                                                                                |
| Sede titolare di Sbida                          |                        | Isauria               | Arcidiocesi di Seleucia                      | Vescovo titolare                      | Vacante                           | vacante dal 21 giugno 1966                                                     |
| Sede titolare di Scala                          | Scala                  | Campania              | Arcidiocesi di Amalfi                        | Arcivescovo titolare Titolo personale | Edward Joseph Adams               |                                                                                |
| Sede titolare di Scampa                         | Elbasan                | Epiro Nuovo           | Arcidiocesi di Durazzo                       | Vescovo titolare                      | Anselm Umoren                     |                                                                                |
| Sede titolare di Scardona                       | Scardona               | Dalmazia Inferiore    | Arcidiocesi di Salona Arcidiocesi di Spalato | Vescovo titolare                      | Andrėj Znoska                     |                                                                                |
| Sede titolare di Scarfea                        |                        | Ellade                | Arcidiocesi di Atene                         | Vescovo titolare                      | Vacante                           |                                                                                |
| Sede titolare di Scarpanto                      | Scarpanto              | Cicladi               |                                              | Arcivescovo titolare                  | Vacante                           | vacante dal 15 gennaio 1979                                                    |
| Sede titolare di Scebaziana                     |                        | Bizacena              |                                              | Vescovo titolare                      | Francisco César García Magán      |                                                                                |
| Sede titolare di Scepsi                         |                        | Ellesponto            | Arcidiocesi di Cizico                        | Vescovo titolare                      | Vacante                           |                                                                                |
| Sede titolare di Schedia                        |                        | Egitto                | Arcidiocesi di Alessandria                   | Vescovo titolare                      | Vacante                           |                                                                                |
| Sede titolare di Sciato                         | Skiathos               | Tessalia              | Arcidiocesi di Larissa                       | Vescovo titolare                      | Vacante                           |                                                                                |
| Sede titolare di Scilio                         |                        | Proconsolare          | Arcidiocesi di Cartagine                     | Vescovo titolare                      | Juryj Kasabucki                   |                                                                                |
| Sede titolare di Sciro                          | Sciro                  | Ellade                | Arcidiocesi di Atene                         | Vescovo titolare                      | Vacante                           | vacante dal 10 dicembre 1971                                                   |
| Sede titolare di Scitopoli                      | Scitopoli              | Palestina             |                                              | Arcivescovo titolare                  | Vacante                           | vacante dal 10 giugno 2005                                                     |
| Sede titolare di Scopelo di Emimonto            |                        | Emimonto              | Arcidiocesi di Adrianopoli di Emimonto       | Vescovo titolare                      | Vacante                           | vacante dal 7 settembre 2003                                                   |
| Sede titolare di Scopelo di Tessalia            | Scopelo                | Tessalia              | Arcidiocesi di Larissa                       | Vescovo titolare                      | Vacante                           |                                                                                |
| Sede titolare di Scutario                       |                        | Tracia                | Arcidiocesi di Filippopoli                   | Vescovo titolare                      | Vacante                           |                                                                                |
| Sede titolare di Sebarga                        |                        | Proconsolare          | Arcidiocesi di Cartagine                     | Vescovo titolare                      | Nuno Isidro Nunes Cordeiro        |                                                                                |
| Sede titolare di Sebastea                       | Sivas                  | Armenia               |                                              | Arcivescovo titolare                  | Vacante                           | vacante dal 27 luglio 1989                                                     |
| Sede titolare di Sebaste degli Armeni           | Sivas                  |                       |                                              | Arcivescovo titolare                  | Kévork Noradounguian              |                                                                                |
| Sede titolare di Sebaste di Cilicia             |                        | Cilicia               | Arcidiocesi di Tarso                         | Vescovo titolare                      | Vacante                           | vacante dal 23 agosto 2000                                                     |
| Sede titolare di Sebaste di Palestina           | Sebaste                | Palestina             | Arcidiocesi di Cesarea                       | Vescovo titolare                      | Vacante                           | vacante dal 19 luglio 1997                                                     |
| Sede titolare di Sebaste di Frigia              |                        | Frigia Pacaziana      | Arcidiocesi di Laodicea                      | Vescovo titolare                      | Vacante                           | vacante dal 2 marzo 1958                                                       |
| Sede titolare di Sebastopoli di Abasgia         | Sukhumi                | Abasgia               |                                              | Arcivescovo titolare                  | Vacante                           | vacante dal 28 aprile 1969                                                     |
| Sede titolare di Sebastopoli di Armenia         |                        | Armenia               | Arcidiocesi di Sebastea                      | Vescovo titolare                      | Vacante                           | vacante dal 13 novembre 1990                                                   |
| Sede titolare di Sebastopoli di Tracia          |                        | Tracia                | Arcidiocesi di Filippopoli                   | Vescovo titolare                      | Vacante                           | vacante dal 24 aprile 1978                                                     |
| Sede titolare di Sebela                         |                        | Isauria               | Arcidiocesi di Seleucia                      | Vescovo titolare                      | Vacante                           | vacante dal 13 novembre 1964                                                   |
| Sede titolare di Sebennito                      | Samannud               | Egitto                |                                              | Vescovo titolare                      | Vacante                           |                                                                                |
| Sede titolare di Seert dei Caldei               |                        |                       |                                              | Vescovo titolare                      | Mikha Pola Maqdassi               |                                                                                |
| Sede titolare di Segerme                        |                        | Bizacena              |                                              | Vescovo titolare                      | Josef Clemens                     |                                                                                |
| Sede titolare di Segia                          | Ejea de los Caballeros | Spagna                | Arcidiocesi di Tarragona                     | Vescovo titolare                      | Célio da Silveira Calixto Filho   |                                                                                |
| Sede titolare di Segisama                       | Sasamón                | Spagna                | Arcidiocesi di Tarragona                     | Vescovo titolare                      | Piotr Skucha                      |                                                                                |
| Sede titolare di Sejny                          | Sejny                  | Polonia               | Arcidiocesi di Varsavia                      | Arcivescovo titolare Titolo personale | Jan Romeo Pawłowski               |                                                                                |
| Sede titolare di Sela                           |                        | Augustamnica          | Arcidiocesi di Pelusio                       | Vescovo titolare                      | Vacante                           | vacante dal 4 giugno 1970                                                      |
| Sede titolare di Selemsele                      |                        | Proconsolare          | Arcidiocesi di Cartagine                     | Vescovo titolare                      | Gustavo Rodolfo Mendoza Hernández |                                                                                |
| Sede titolare di Selendeta                      |                        | Bizacena              |                                              | Vescovo titolare                      | Grzegorz Balcerek                 |                                                                                |
| Sede titolare di Seleucia Ferrea                |                        | Pisidia               | Arcidiocesi di Antiochia                     | Vescovo titolare                      | Vacante                           |                                                                                |
| Sede titolare di Seleucia di Isauria            | Silifke                | Isauria               |                                              | Arcivescovo titolare                  | Vacante                           | vacante dal 31 agosto 1971                                                     |
| Sede titolare di Seleuciana                     |                        | Numidia               |                                              | Vescovo titolare                      | Marek Forgáč                      |                                                                                |
| Sede titolare di Seleucia Pieria                | Seleucia di Pieria     | Siria                 |                                              | Arcivescovo titolare                  | Vacante                           | vacante dal 15 aprile 1980                                                     |
| Sede titolare di Seleucobelo                    | Al-Suqaylabiyah        | Siria                 | Arcidiocesi di Apamea di Siria               | Vescovo titolare                      | Vacante                           |                                                                                |
| Sede titolare di Selge                          |                        | Panfilia              |                                              | Arcivescovo titolare                  | Vacante                           | vacante dal 13 settembre 1969                                                  |
| Sede titolare di Selimbria                      | Silivri                | Europa                |                                              | Arcivescovo titolare                  | Vacante                           | vacante dal 16 luglio 1967                                                     |
| Sede titolare di Selinonte                      |                        | Isauria               | Arcidiocesi di Seleucia                      | Vescovo titolare                      | Vacante                           | vacante dal 21 giugno 1966                                                     |
| Sede titolare di Selja                          | Selje                  | Norvegia              | Arcidiocesi di Brema-Amburgo                 | Vescovo titolare                      | Pero Sudar                        |                                                                                |
| Sede titolare di Selsey                         | Selsey                 | Inghilterra           | Arcidiocesi di Canterbury                    | Arcivescovo titolare Titolo personale | André Pierre Louis Dupuy          |                                                                                |
| Sede titolare di Semina                         |                        | Proconsolare          | Arcidiocesi di Cartagine                     | Vescovo titolare                      | Rudolf Pierskała                  |                                                                                |
| Sede titolare di Semnea                         |                        | Panfilia              | Arcidiocesi di Side                          | Vescovo titolare                      | Vacante                           | vacante dal 12 settembre 1970                                                  |
| Sede titolare di Semta                          |                        | Proconsolare          | Arcidiocesi di Cartagine                     | Vescovo titolare                      | Juan Gómez                        |                                                                                |
| Sede titolare di Senez                          | Senez                  | Francia               |                                              | Vescovo titolare                      | Thierry Brac de la Perrière       |                                                                                |
| Sede titolare di Sepino                         |                        |                       |                                              | Arcivescovo titolare Titolo personale | Gabriele Giordano Caccia          |                                                                                |
| Sede titolare di Serbia                         | Servia                 | Macedonia             | Arcidiocesi di Tessalonica                   | Vescovo titolare                      | Vacante                           |                                                                                |
| Sede titolare di Sereddeli                      |                        | Mauritania Cesariense |                                              | Vescovo titolare                      | Héctor López Alvarado             |                                                                                |
| Sede titolare di Sergenza                       |                        | Europa                | Arcidiocesi di Eraclea                       | Vescovo titolare                      | Vacante                           | vacante dal 24 marzo 1970                                                      |
| Sede titolare di Sergievo                       | Sergiev Posad          | Russia                |                                              | Vescovo titolare                      | Vacante                           | Soppressa                                                                      |
| Sede titolare di Sergiopoli                     | Sergiopoli             | Siria Eufratense      |                                              | Arcivescovo titolare                  | Vacante                           | vacante dal 16 maggio 1970                                                     |
| Sede titolare di Serigene                       |                        | Siria Eufratense      | Arcidiocesi di Sergiopoli                    | Vescovo titolare                      | Antoine Nassif                    |                                                                                |
| Sede titolare di Serra                          |                        | Proconsolare          | Arcidiocesi di Cartagine                     | Vescovo titolare                      | Jozef Haľko                       |                                                                                |
| Sede titolare di Serre                          | Serres                 | Macedonia             |                                              | Arcivescovo titolare                  | Vacante                           | vacante dal 29 luglio 1967                                                     |
| Sede titolare di Serta                          |                        | Mauritania Cesariense |                                              | Arcivescovo titolare Titolo personale | Joseph Spiteri                    |                                                                                |
| Sede titolare di Sertei                         |                        | Mauritania Sitifense  |                                              | Vescovo titolare                      | Michael Gerard Woost              |                                                                                |
| Sede titolare di Sesina                         | Sesina                 | Lazica                | Arcidiocesi di Fasi                          | Vescovo titolare                      | Vacante                           | vacante dal 26 maggio 1978                                                     |
| Sede titolare di Sesta                          |                        | Mauritania Cesariense |                                              | Vescovo titolare                      | Alberto Ricardo Lorenzelli Rossi  |                                                                                |
| Sede titolare di Setea                          |                        | Creta                 | Arcidiocesi di Gortina                       | Vescovo titolare                      | Vacante                           | vacante dal 16 settembre 1984                                                  |
| Sede titolare di Setroe                         |                        | Augustamnica          | Arcidiocesi di Pelusio                       | Vescovo titolare                      | Vacante                           |                                                                                |
| Sede titolare di Settimunicia                   |                        | Bizacena              |                                              | Vescovo titolare                      | Emilio Layon Bataclan             |                                                                                |
| Sede titolare di Severiana                      |                        | Bizacena              |                                              | Vescovo titolare                      | José Otácio Oliveira Guedes       |                                                                                |
| Sede titolare di Sfasferia                      |                        | Mauritania Cesariense |                                              | Vescovo titolare                      | Job Koo Yobi                      |                                                                                |
| Sede titolare di Sibidonda                      |                        | Frigia Salutare       | Arcidiocesi di Sinnada                       | Vescovo titolare                      | Vacante                           |                                                                                |
| Sede titolare di Siblia                         |                        | Frigia Pacaziana      | Arcidiocesi di Laodicea                      | Vescovo titolare                      | Vacante                           |                                                                                |
| Sede titolare di Sica                           |                        | Isauria               | Arcidiocesi di Seleucia                      | Vescovo titolare                      | Vacante                           |                                                                                |
| Sede titolare di Sicca Veneria                  | Le Kef                 | Proconsolare          | Arcidiocesi di Cartagine                     | Vescovo titolare                      | Lajos Varga                       |                                                                                |
| Sede titolare di Siccenna                       |                        | Proconsolare          | Arcidiocesi di Cartagine                     | Vescovo titolare                      | Joseph Koerber                    |                                                                                |
| Sede titolare di Siccesi                        |                        | Mauritania Cesariense |                                              | Vescovo titolare                      | Karel Herbst                      |                                                                                |
| Sede titolare di Sicilibba                      |                        | Proconsolare          | Arcidiocesi di Cartagine                     | Vescovo titolare                      | Christoph Hegge                   |                                                                                |
| Sede titolare di Sicione                        | Sicione                | Peloponneso           | Arcidiocesi di Corinto                       | Vescovo titolare                      | Vacante                           |                                                                                |
| Sede titolare di Sicomazon                      |                        | Palestina             | Arcidiocesi di Cesarea                       | Vescovo titolare                      | Vacante                           |                                                                                |
| Sede titolare di Side                           |                        | Panfilia              |                                              | Arcivescovo titolare                  | Vacante                           | vacante dal 5 marzo 1973                                                       |
| Sede titolare di Sidima                         |                        | Licia                 | Arcidiocesi di Mira                          | Vescovo titolare                      | Vacante                           | vacante dal 30 dicembre 1974                                                   |
| Sede titolare di Sidnacestre                    |                        | Inghilterra           | Arcidiocesi di York                          | Vescovo titolare                      | Vacante                           | vacante dal 9 giugno 2020                                                      |
| Sede titolare di Sidone                         | Sidone                 | Fenicia               | Arcidiocesi di Tiro                          | Vescovo titolare                      | Vacante                           | vacante dal 2 settembre 1999                                                   |
| Sede titolare di Siedra                         |                        | Panfilia              | Arcidiocesi di Side                          | Vescovo titolare                      | Vacante                           | vacante dal 5 dicembre 1951                                                    |
| Sede titolare di Siene                          | Assuan                 | Tebaide               | Arcidiocesi di Tolemaide di Tebaide          | Vescovo titolare                      | Vacante                           | vacante dal 13 aprile 1984                                                     |
| Sede titolare di Sigo                           |                        | Numidia               |                                              | Vescovo titolare                      | José Maria Pereira                |                                                                                |
| Sede titolare di Sila                           |                        | Numidia               |                                              | Arcivescovo titolare Titolo personale | Savio Hon Tai-Fai                 |                                                                                |
| Sede titolare di Silando                        |                        | Lidia                 | Arcidiocesi di Sardi                         | Vescovo titolare                      | Vacante                           | vacante dal 12 febbraio 1968                                                   |
| Sede titolare di Silio                          |                        | Panfilia              |                                              | Arcivescovo titolare                  | Vacante                           | vacante dall'11 agosto 1964                                                    |
| Sede titolare di Silli                          |                        | Numidia               |                                              | Vescovo titolare                      | Henri Coudray                     |                                                                                |
| Sede titolare di Simidicca                      |                        | Proconsolare          | Arcidiocesi di Cartagine                     | Vescovo titolare                      | Rumen Ivanov Stanev               |                                                                                |
| Sede titolare di Simingi                        |                        | Proconsolare          | Arcidiocesi di Cartagine                     | Vescovo titolare                      | Josef Holtkotte                   |                                                                                |
| Sede titolare di Siminina                       |                        | Proconsolare          | Arcidiocesi di Cartagine                     | Vescovo titolare                      | Iyad Twal                         |                                                                                |
| Sede titolare di Simittu                        | Chemtou                | Proconsolare          | Arcidiocesi di Cartagine                     | Vescovo titolare                      | Giuseppe Ha Chi-shing             |                                                                                |
| Sede titolare di Sinao                          |                        | Frigia Pacaziana      | Arcidiocesi di Gerapoli di Frigia            | Vescovo titolare                      | Vacante                           | vacante dal 3 agosto 2001                                                      |
| Sede titolare di Sinda                          |                        | Panfilia              | Arcidiocesi di Perge                         | Vescovo titolare                      | Vacante                           | vacante dal 17 novembre 1987                                                   |
| Sede titolare di Siniando                       |                        | Pisidia               | Arcidiocesi di Antiochia                     | Vescovo titolare                      | Vacante                           | vacante dal 28 giugno 1972                                                     |
| Sede titolare di Sinide                         |                        | Armenia               | Arcidiocesi di Melitene                      |                                       |                                   | Storica Soppressa                                                              |
| Sede titolare di Siniti                         |                        | Numidia               |                                              | Vescovo titolare                      | Henryk Wejman                     |                                                                                |
| Sede titolare di Sinna                          |                        | Proconsolare          | Arcidiocesi di Cartagine                     | Vescovo titolare                      | Arūnas Poniškaitis                |                                                                                |
| Sede titolare di Sinnada di Mauritania          |                        | Mauritania Cesariense |                                              | Vescovo titolare                      | James Kazuo Koda                  |                                                                                |
| Sede titolare di Sinnada di Frigia              | Şuhut                  | Frigia Salutare       |                                              | Arcivescovo titolare                  | Vacante                           | vacante dal 10 dicembre 1970                                                   |
| Sede titolare di Sinnipsa                       |                        | Tripolitania          |                                              | Vescovo titolare                      | Karl Bürgler                      |                                                                                |
| Sede titolare di Sinnuara                       |                        | Proconsolare          | Arcidiocesi di Cartagine                     | Vescovo titolare                      | Felipe González González          |                                                                                |
| Sede titolare di Sinope                         |                        | Elenoponto            | Arcidiocesi di Amasea                        | Vescovo titolare                      | Vacante                           | vacante dal 5 giugno 1985                                                      |
| Sede titolare di Sinopoli                       |                        | Cilicia               |                                              |                                       |                                   | Storica Soppressa                                                              |
| Sede titolare di Sion                           |                        | Asia                  |                                              | Arcivescovo titolare                  | Vacante                           | vacante dal 23 settembre 1968                                                  |
| Sede titolare di Sirace                         |                        |                       |                                              |                                       |                                   | Storica Soppressa                                                              |
| Sede titolare di Sisak                          | Sisak                  | Pannonia Savia        | Patriarcato di Aquileia                      |                                       |                                   | Soppressa a seguito dell'erezione della diocesi di Sisak                       |
| Sede titolare di Sistroniana                    |                        | Numidia               |                                              | Arcivescovo titolare Titolo personale | Giancarlo Dellagiovanna           |                                                                                |
| Sede titolare di Sita                           |                        | Mauritania Cesariense |                                              | Vescovo titolare                      | Paul Dempsey                      |                                                                                |
| Sede titolare di Sitifi                         |                        | Mauritania Sitifense  |                                              | Vescovo titolare                      | Vacante                           | vacante dal 4 giugno 2025                                                      |
| Sede titolare di Sitipa                         |                        | Africa                |                                              | Vescovo titolare                      | Ignatius Chung Wang               |                                                                                |
| Sede titolare di Siunia                         |                        | Armenia               | Arcidiocesi di Sebastea                      |                                       |                                   | Storica Soppressa                                                              |
| Sede titolare di Skálholt                       | Skálholt               | Islanda               | Arcidiocesi di Nidaros                       | Arcivescovo titolare Titolo personale | Antoine Camilleri                 |                                                                                |
| Sede titolare di Slebte                         |                        | Armagh                |                                              | Vescovo titolare                      | Stephen Chirappanath              |                                                                                |
| Sede titolare di Socia                          |                        | Mauritania Sitifense  |                                              | Vescovo titolare                      | Tomás López Durán                 |                                                                                |
| Sede titolare di Sofene                         | Sofene                 | Mesopotamia           | Arcidiocesi di Amida                         | Vescovo titolare                      | Vacante                           | vacante dal 2 gennaio 1970                                                     |
| Sede titolare di Soldaia                        |                        | Zechia                |                                              | Vescovo titolare                      | Vacante                           | vacante dal 29 novembre 1971                                                   |
| Sede titolare di Soli                           | Soli                   | Cipro                 | Arcidiocesi di Salamina                      | Vescovo titolare                      | Vacante                           | vacante dal 26 marzo 1964                                                      |
| Sede titolare di Soltania                       | Soltaniyeh             | Persia                |                                              | Arcivescovo titolare                  |                                   | Storica Soppressa                                                              |
| Sede titolare di Sora                           |                        | Paflagonia            | Arcidiocesi di Gangra                        | Vescovo titolare                      | Vacante                           | vacante dal giugno 1967                                                        |
| Sede titolare di Sorres                         | Borutta                | Sardegna              | Arcidiocesi di Sassari                       | Arcivescovo titolare Titolo personale | Alfonso Vincenzo Amarante         |                                                                                |
| Sede titolare di Soteropoli                     |                        | Abasgia               |                                              | Arcivescovo titolare                  | Vacante                           | vacante dal 6 ottobre 2005                                                     |
| Sede titolare di Sozopoli di Emimonto           | Sozopol                | Emimonto              | Arcidiocesi di Adrianopoli di Emimonto       | Vescovo titolare                      | Vacante                           | vacante dal 19 ottobre 2023                                                    |
| Sede titolare di Sozopoli di Pisidia            |                        | Pisidia               | Arcidiocesi di Antiochia                     | Vescovo titolare                      | Vacante                           |                                                                                |
| Sede titolare di Sozusa di Libia                |                        | Libia Pentapolitana   |                                              | Vescovo titolare                      | Vacante                           | vacante dall'11 dicembre 1989                                                  |
| Sede titolare di Sozusa di Palestina            | Arsuf                  | Palestina             | Arcidiocesi di Cesarea                       | Vescovo titolare                      | Vacante                           | vacante dal 20 novembre 1970                                                   |
| Sede titolare di Spello                         | Spello                 | Umbria                |                                              | Arcivescovo titolare Titolo personale | Piergiorgio Bertoldi              |                                                                                |
| Sede titolare di Stadia                         |                        | Caria                 | Arcidiocesi di Stauropoli                    | Vescovo titolare                      | Vacante                           | vacante dall'8 marzo 1968                                                      |
| Sede titolare di Stagno                         | Stagno                 | Dalmazia Inferiore    | Arcidiocesi di Salona Arcidiocesi di Spalato | Vescovo titolare                      | Vacante                           | vacante dal 2 maggio 2025                                                      |
| Sede titolare di Stagoi                         | Kalambaka              | Tessalia              | Arcidiocesi di Larissa                       | Vescovo titolare                      | Vacante                           |                                                                                |
| Sede titolare di Stauropoli                     |                        | Caria                 |                                              | Arcivescovo titolare                  | Vacante                           | vacante dal 19 giugno 1971                                                     |
| Sede titolare di Stefaniaco                     |                        | Epiro Nuovo           | Arcidiocesi di Durazzo                       | Vescovo titolare                      | Vacante                           | vacante dal 17 ottobre 2024                                                    |
| Sede titolare di Stettorio                      |                        | Frigia Salutare       | Arcidiocesi di Sinnada                       | Vescovo titolare                      | Vacante                           | vacante dal 21 giugno 1966                                                     |
| Sede titolare di Stobi                          | Stobi                  | Macedonia             | Arcidiocesi di Tessalonica                   | Vescovo titolare                      | Vacante                           | vacante dal 30 giugno 1969                                                     |
| Sede titolare di Strathearn                     | Strathearn             | Scozia                |                                              | Vescovo titolare                      | Timothy Edward Freyer             |                                                                                |
| Sede titolare di Stratonicea di Caria           |                        | Caria                 | Arcidiocesi di Stauropoli                    | Vescovo titolare                      | Vacante                           | vacante dal 6 febbraio 1977                                                    |
| Sede titolare di Stratonicea di Lidia           |                        | Lidia                 | Arcidiocesi di Sardi                         | Vescovo titolare                      | Vacante                           |                                                                                |
| Sede titolare di Strongile                      |                        | Lesbo                 | Arcidiocesi di Mitilene                      | Vescovo titolare                      | Vacante                           |                                                                                |
| Sede titolare di Strongoli                      | Strongoli              | Calabria              | Arcidiocesi di Santa Severina                | Vescovo titolare                      | Francis Than Htun                 |                                                                                |
| Sede titolare di Strumnizza                     | Strumica               | Macedonia             | Arcidiocesi di Tessalonica                   | Vescovo titolare                      |                                   | Soppressa                                                                      |
| Sede titolare di Suacia                         |                        | Dalmazia Superiore    | Arcidiocesi di Doclea                        | Arcivescovo titolare Titolo personale | Bernardito Cleopas Auza           |                                                                                |
| Sede titolare di Suas                           |                        | Proconsolare          | Arcidiocesi di Cartagine                     | Vescovo titolare                      | Józef Wróbel                      |                                                                                |
| Sede titolare di Suava                          |                        | Numidia               |                                              | Vescovo titolare                      | Luis Pérez Raygosa                |                                                                                |
| Sede titolare di Subaugusta                     | Ad Duas Lauros         | Lazio                 |                                              | Vescovo titolare                      | Dario Gervasi                     |                                                                                |
| Sede titolare di Subbar                         |                        | Mauritania Cesariense |                                              | Vescovo titolare                      | Joseph Robert Binzer              |                                                                                |
| Sede titolare di Subrita                        |                        | Creta                 | Arcidiocesi di Gortina                       | Vescovo titolare                      | Vacante                           |                                                                                |
| Sede titolare di Sucarda                        |                        | Mauritania Cesariense |                                              | Vescovo titolare                      | Italo Dell'Oro                    |                                                                                |
| Sede titolare di Succuba                        |                        | Proconsolare          | Arcidiocesi di Cartagine                     | Vescovo titolare                      | Gabriel Peñate Rodríguez          |                                                                                |
| Sede titolare di Suelli                         | Suelli                 | Sardegna              | Arcidiocesi di Cagliari                      | Arcivescovo titolare Titolo personale | Brian Udaigwe                     |                                                                                |
| Sede titolare di Sufar                          |                        | Mauritania Cesariense |                                              | Vescovo titolare                      | Robert Philip Reed                |                                                                                |
| Sede titolare di Sufasar                        |                        | Mauritania Cesariense |                                              | Vescovo titolare                      | Francisco Javier Acero Pérez      |                                                                                |
| Sede titolare di Sufes                          | Sufes                  | Bizacena              |                                              | Vescovo titolare                      | Edward Michael Deliman            |                                                                                |
| Sede titolare di Sufetula                       | Sbeitla                | Bizacena              |                                              | Vescovo titolare                      | Juarez Albino Destro              |                                                                                |
| Sede titolare di Sugdea                         |                        | Zechia                |                                              | Arcivescovo titolare                  | Vacante                           | vacante dal 7 dicembre 1970                                                    |
| Sede titolare di Sulci                          | Sulci                  | Sardegna              | Arcidiocesi di Cagliari                      | Vescovo titolare                      | Jean-Marie Speich                 |                                                                                |
| Sede titolare di Suliana                        |                        | Bizacena              |                                              | Vescovo titolare                      | Luis Marín de San Martín          |                                                                                |
| Sede titolare di Sulletto                       | Salacta                | Bizacena              |                                              | Vescovo titolare                      | Ulrich Boom                       |                                                                                |
| Sede titolare di Sululi                         |                        | Proconsolare          | Arcidiocesi di Cartagine                     | Vescovo titolare                      | John Baptist Tseng Chien-tsi      |                                                                                |
| Sede titolare di Summa                          |                        | Numidia               |                                              | Vescovo titolare                      | Alejandro Daniel Giorgi           |                                                                                |
| Sede titolare di Summula                        |                        | Mauritania Cesariense |                                              | Vescovo titolare                      | Carlos Silva                      |                                                                                |
| Sede titolare di Sura                           |                        | Siria Eufratense      | Arcidiocesi di Gerapoli di Siria             | Vescovo titolare                      | Vacante                           | vacante dal 27 gennaio 1973                                                    |
| Sede titolare di Surista                        |                        | Mauritania Sitifense  |                                              | Vescovo titolare                      | Radosław Orchowicz                |                                                                                |
| Sede titolare di Sutri                          | Sutri                  | Lazio                 |                                              | Arcivescovo titolare Titolo personale | Antonio Guido Filipazzi           |                                                                                |
| Sede titolare di Sutunurca                      |                        | Proconsolare          | Arcidiocesi di Cartagine                     | Vescovo titolare                      | António Manuel Bogaio Constantino |                                                                                |